# Мищенко, Фёдор Иванович
Фёдор Иванович Ми́щенко (30 июня [12 июля] 1874, Полтавская губерния — 1933, Киев) — профессор Киевской духовной академии по кафедре церковного права, магистр богословия, академик ВУАН (1920).

## Биография
Родился 30 июня (12 июля) 1874 года в семье священника села Сеньковка Переяславского уезда Полтавской губернии.
В 1889 году окончил Переяславское духовное училище, в 1895 году — Полтавскую духовную семинарию. Поступил в Московскую духовную академию, откуда в 1896 году перешёл в  Киевскую духовную академию. В 1899 году окончил академию со степенью кандидата богословия и был оставлен при ней профессорским стипендиатом. С 1900 года — и. д. доцента по кафедре церковного права.
В 1907 году защитил диссертацию «Речи святого апостола Петра в Книге Деяний апостольских», получил степень магистра богословия, звание доцента и должность экстраординарного профессора по кафедре церковного права. В 1910 году стал лауреатом Макарьевской премии.
В 1912 году был произведён в коллежские советники, затем — в статские. С 1915 года — преподаватель церковной истории в Киевской духовной семинарии и на Вечерних высших женских курсах А. В. Жекулиной.
В 1917 году был членом Киевского епархиального съезда и епархиального совета, работал в I, II, III и VIII отделах Предсоборного совета; был избран членом Поместного собора Православной Российской Церкви (участвовал в 1-й сессии, член I, II, VI, XII отделов).
С ноября 1917 года — член Временной Всеукраинской православной церковной рады. В 1918 году — товарищ председателя и член редакционной комиссии Всеукраинского Православного Церковного Собора, возглавлял сторонников украинской церковной автокефалии, профессор Киевского университета и Киевского юридического института, член Учёного комитета и Комиссии законодательных предположений при Министерстве исповеданий Украинской Державы. С 1919 года — ординарный профессор по кафедре церковного права Киевского университета.
В 1920 году, по рекомендации А. Е. Крымского, был избран действительным членом Всеукраинской академии наук по кафедре истории Украинской Церкви в связи со всемирной церковной историей (с 1921 года — по кафедре умственных течений на Украине, с 1927 года — по кафедре византологи).
С 1926 года был председателем Комиссии для изучения византийской письменности и ее влияния на Украину; с 1927 года — заместитель председателя историко-этнологического отдела Киевского филиала Всеукраинской научной ассоциации востоковедения. В 1928 году коллегией Народного комиссариата просвещения УССР был исключён из числа действительных членов ВУАН, после чего резко ухудшилось его состояние здоровья. В 1929 году он уволился со всех академических должностей.
Умер в 1933 году, как указано на его могиле на Лукьяновском кладбище.

## Награды
Был награждён орденами Св. Станислава 3-й (1908) и 2-й (1915) степеней, Св. Анны 3-й степени (1912).